# Igreja de São Marcos (Braga)

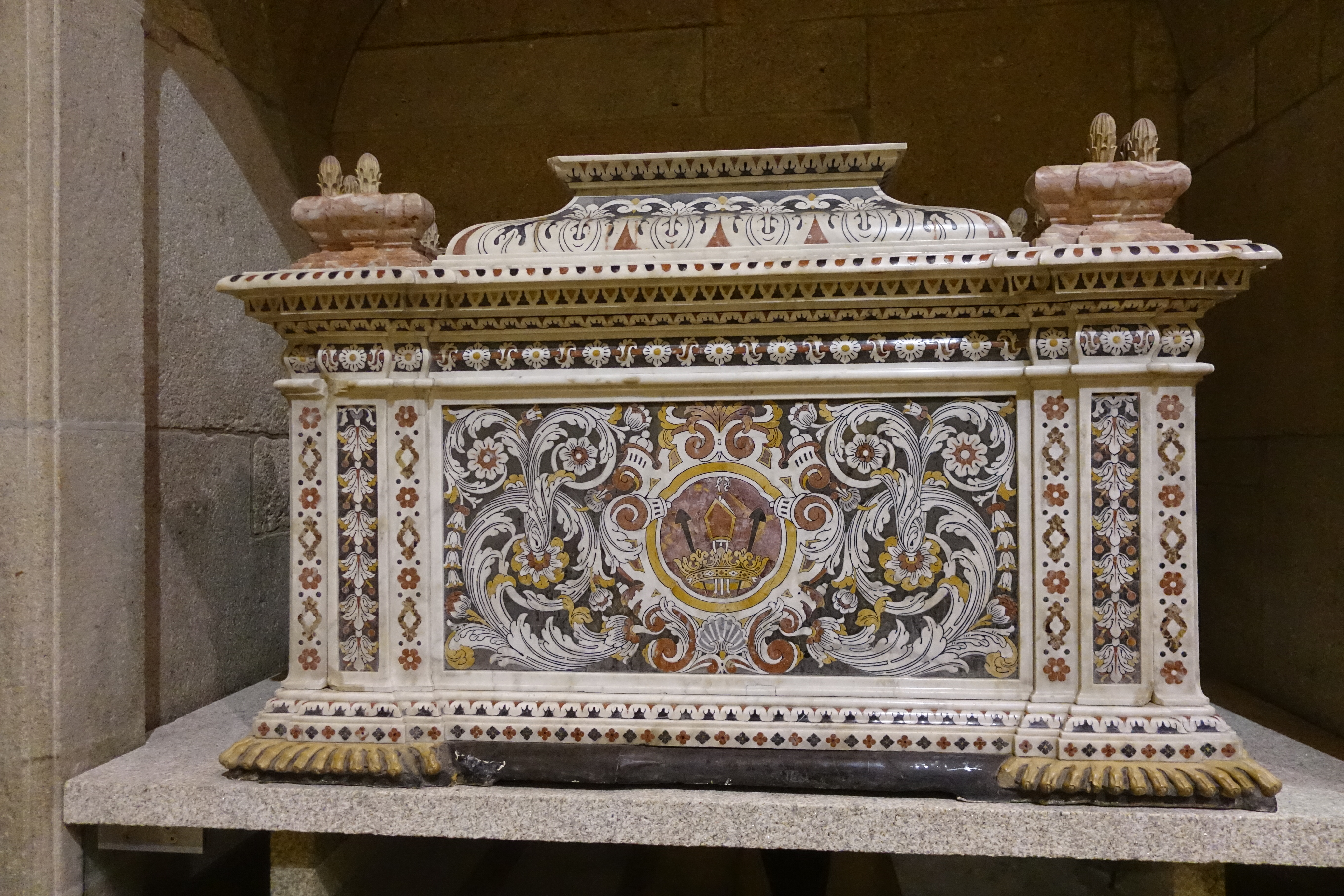
Túmulo de São Marcos

A Igreja do Hospital ou Igreja de São Marcos, é uma igreja de Braga, Portugal, encontrando-se inserida no antigo Hospital de São Marcos.
É propriedade da Santa Casa da Misericórdia de Braga.

## História
Foi construída no século XVIII com um projecto do arquitecto Carlos Amarante.
Os corpos laterais foram projectados e construídos por José Fernandes Graça, de apelido o Landim e que foi encarregado da obra de cantaria e escultura delineada por Carlos Amarante.

## Estátuas
As estátuas na fachada representam São Simão, São Bartolomeu, São Tiago Menor, São João Evangelista, Santo André, São Pedro, São Paulo, São Tiago Maior, São Tomé, São Filipe, São Matias e São Lucas. Na fachada da igreja está a estátua de São Marcos, patrono desta igreja e que foi bispo da Igreja Cristã Oriental, ao tempo do Imperador Constantino.

## Túmulo de São Marcos
As Relíquias do corpo do Apóstolo e Bispo São Marcos, encontram-se nesta igreja à veneração dos fieis.
A igreja tem a particularidade de venerar o Apóstolo S.Marcos, e o Bispo São Marcos.
Tudo leva a crer que seja o corpo do mesmo Santo Apóstolo,que se supôs desaparecido durante séculos.
A presença em Braga de muitos crentes do Leste Europeu Ortodoxo, teve a virtude de chamar a atenção para este "achado" Apostólico.

## Capela de S. Bentinho
Encostada à fachada Oeste do edifício, encontra-se a capela de S. Bentinho.

## Hotel
Em 2016 o pavilhão norte, com exclusão da Igreja de S. Marcos, da Capela de S. Bento e da Farmácia da Misericórdia, foi trasformado num hotel ‘Vila Galé’.